# Maison du Prophète Mahomet
 (décembre 2024).
Si vous disposez d'ouvrages ou d'articles de référence ou si vous connaissez des sites web de qualité traitant du thème abordé ici, merci de compléter l'article en donnant les références utiles à sa vérifiabilité et en les liant à la section « Notes et références ».
La maison du prophète Mahomet était un édifice situé à Médine (dans l'actuelle Arabie saoudite,) qui servit à la fois de demeure à Mahomet et de lieu de rassemblement de la première communauté musulmane, notamment lors des prières collectives. Son plan donna le prototype de la mosquée à plan arabe, avec une cour entourée d'un portique et une salle de prière hypostyle. 

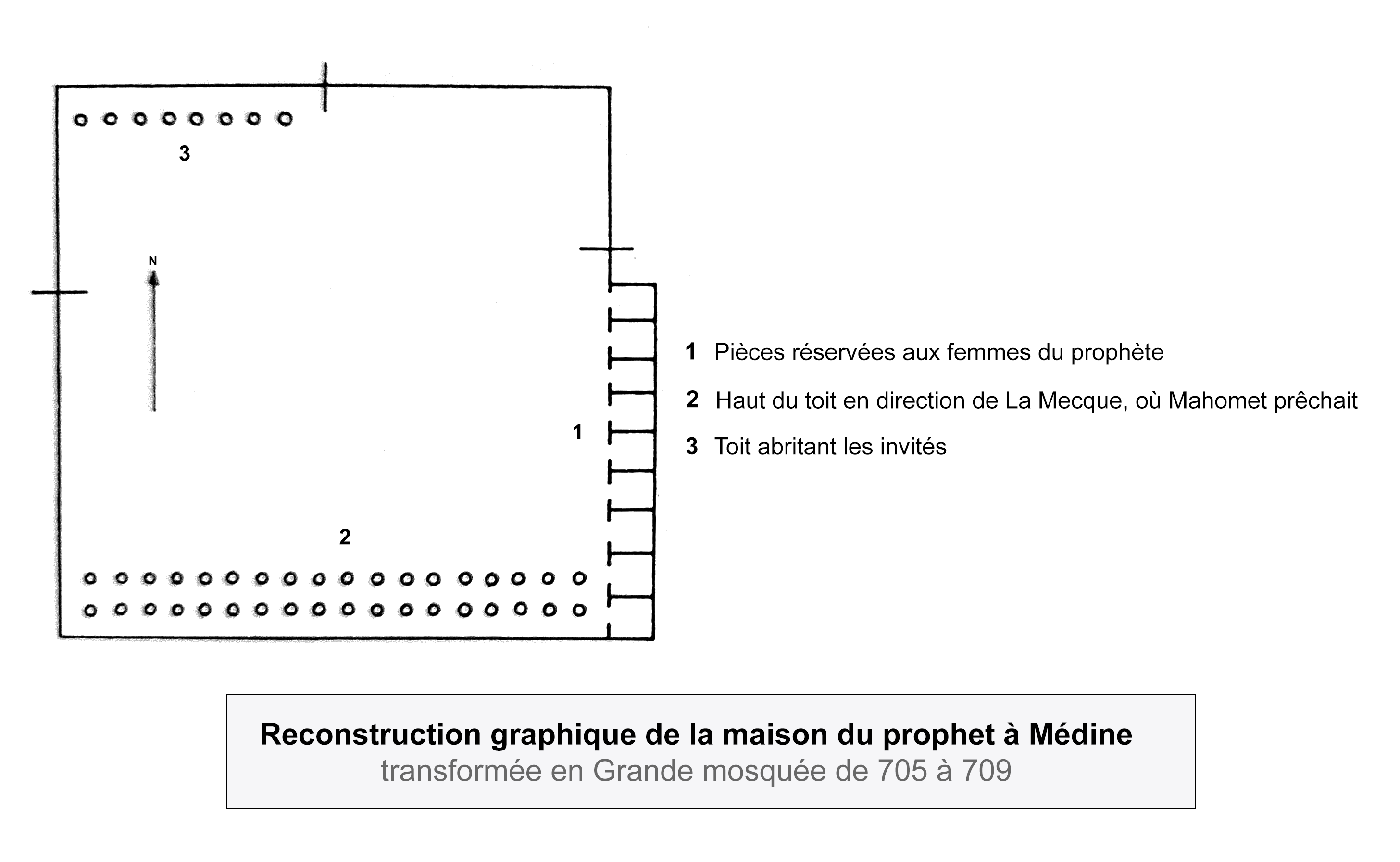
Reconstruction graphique de la maison du prophet à Médine.

Construite en matériaux périssables (torchis et troncs de palmiers), la maison du Prophète, si elle a bien existé (certains spécialistes en doutent, et préfèrent montrer des liens avec l'architecture anté-islamique pour expliquer la naissance du plan arabe) s'est rapidement dégradée. La grande mosquée de Médine serait actuellement édifiée à son emplacement. 
Le plan de cette demeure est très simple : une cour rectangulaire, avec des rangées de palmiers disposées parallèlement au mur qibli et de petites chambres se greffant sur un côté pour les épouses du prophète. Des variations ont visiblement eu lieu au fil du temps : le nombre de chambres pour les femmes est passé de deux à neuf au fur et à mesure des mariages de Mahomet, et les palmiers ont changé de côté lorsque la direction de la prière a été changée de Jérusalem à La Mecque.